# Watsonville
Watsonville è un centro abitato (City) degli Stati Uniti d'America, situato nella contea di Santa Cruz dello Stato della California. Nel 2008 la popolazione era di 50.442 abitanti.

## Geografia fisica
Watsonville si trova nella zona di Monterey Bay, a circa 95 miglia a sud di San Francisco. Secondo i rilevamenti dello United States Census Bureau, Watsonville si estende su una superficie di 16,6 km². È attraversata dal fiume Pajaro.

## Galleria d'immagini

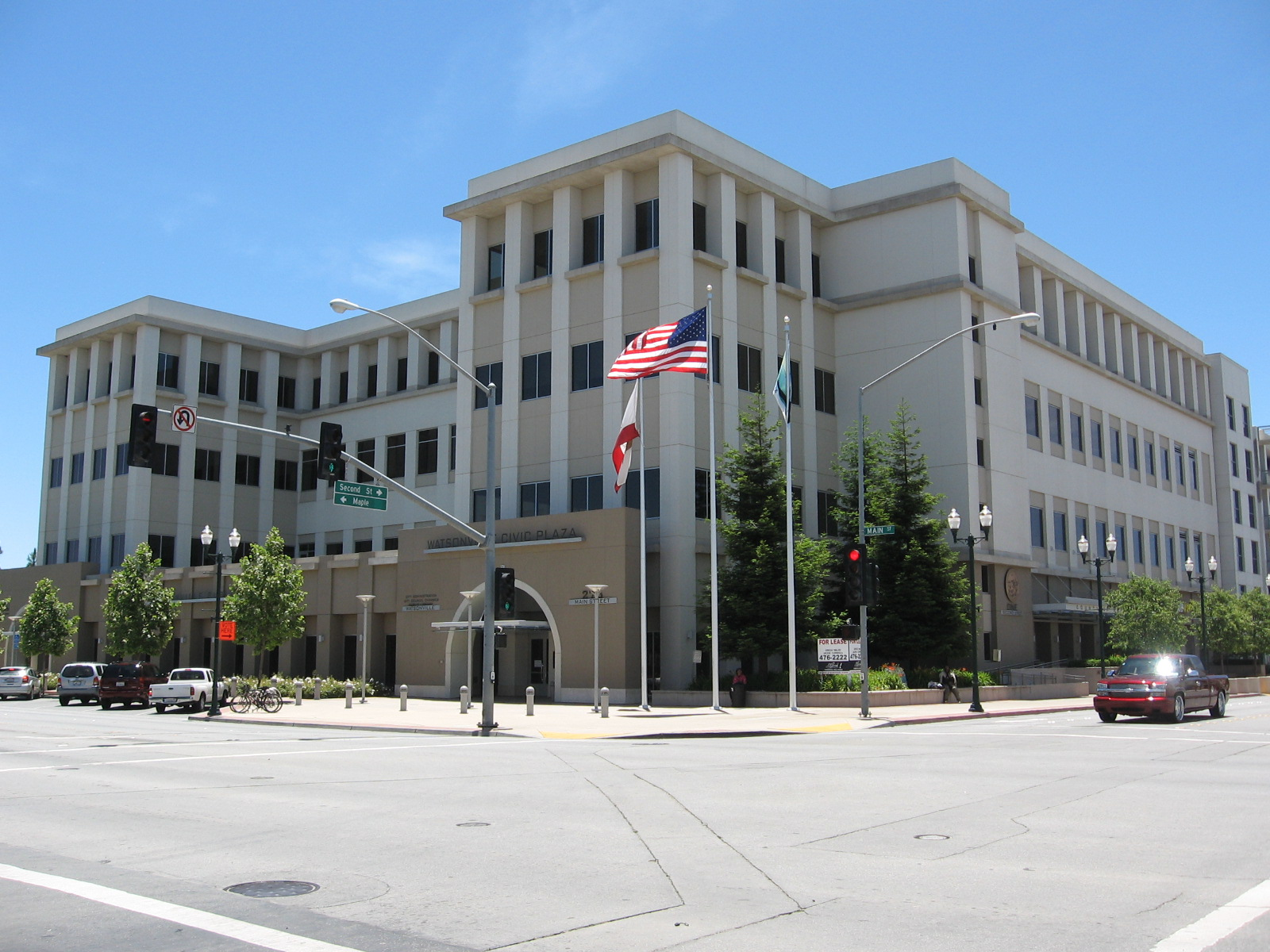
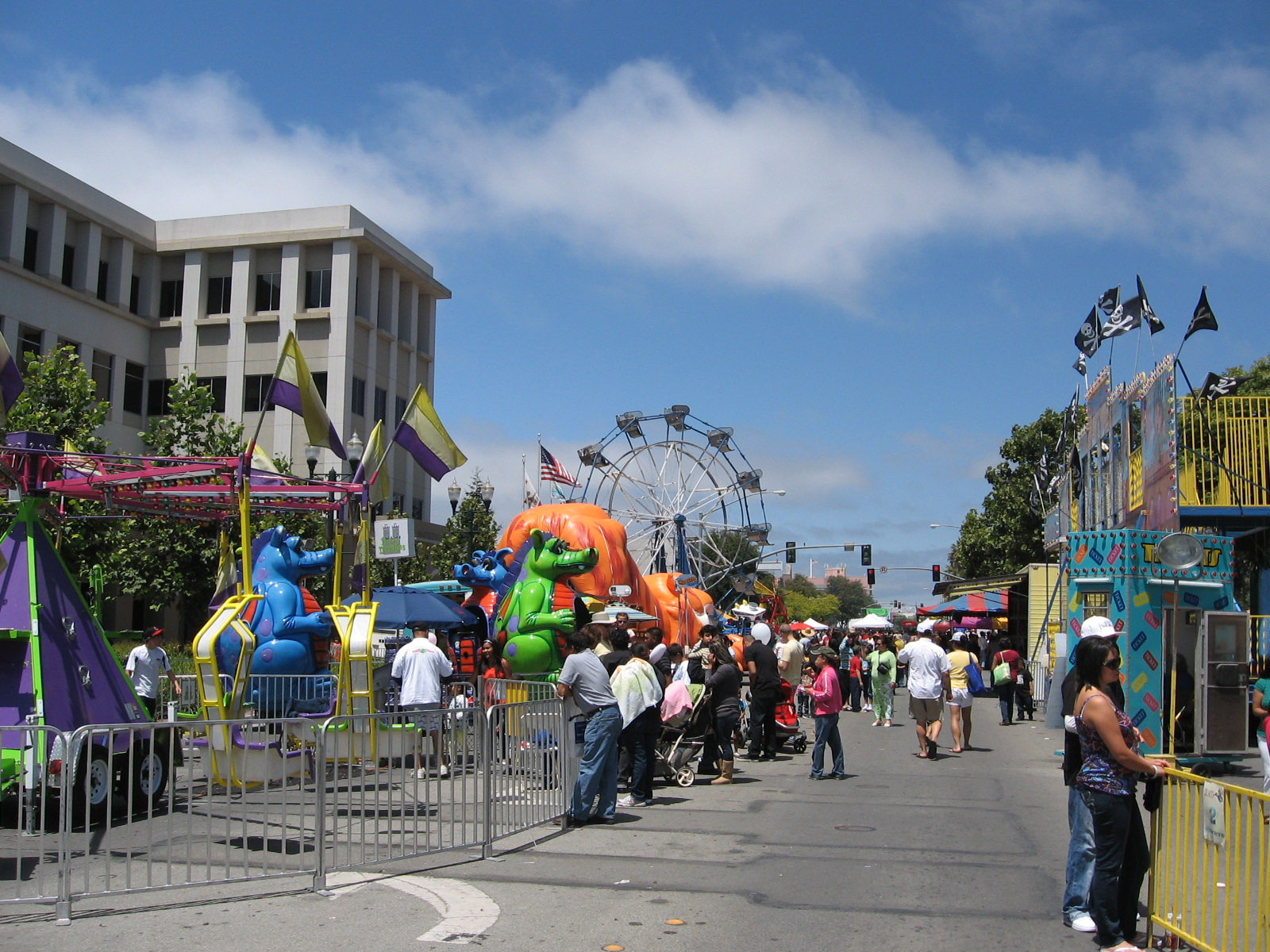
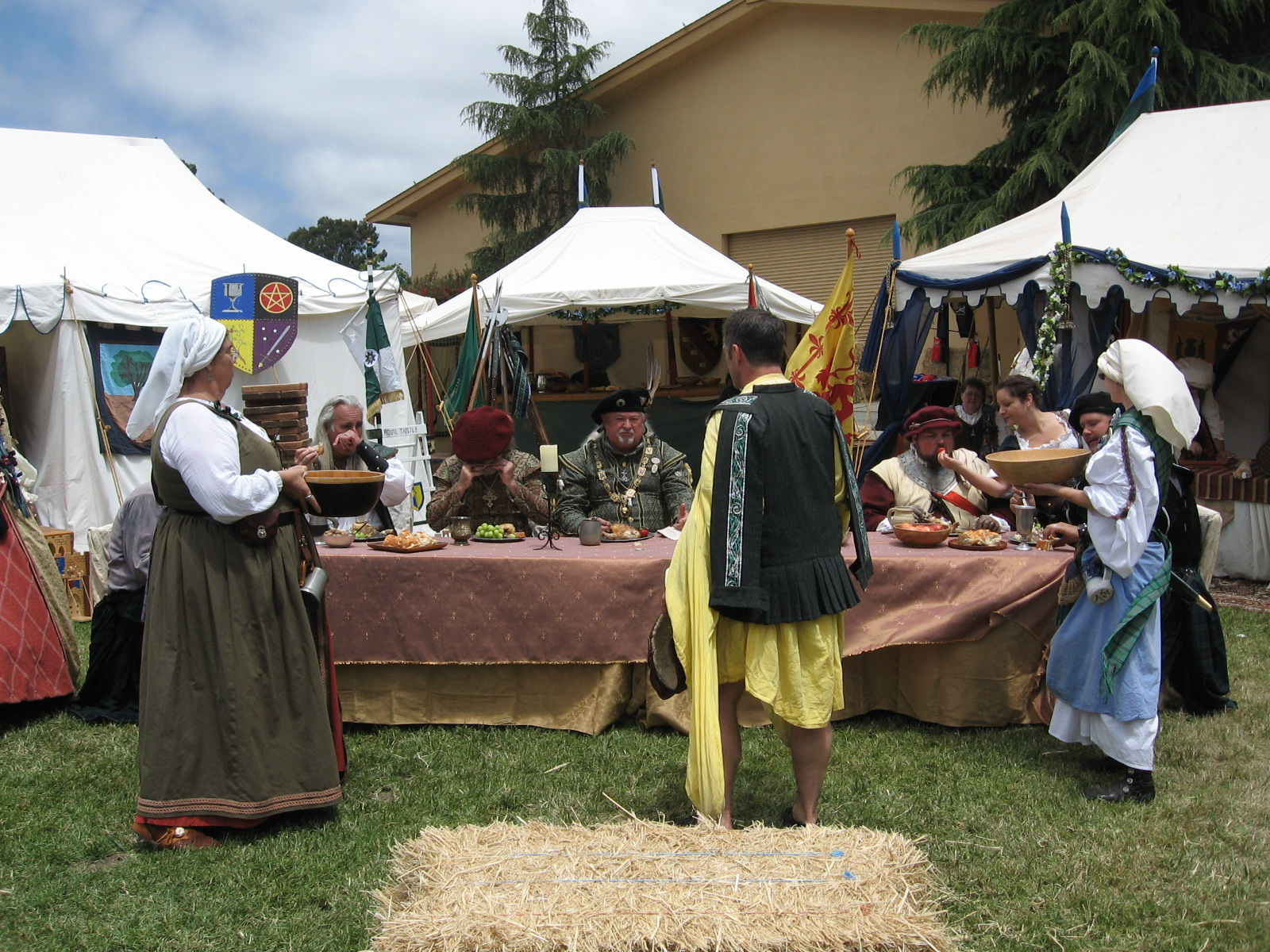
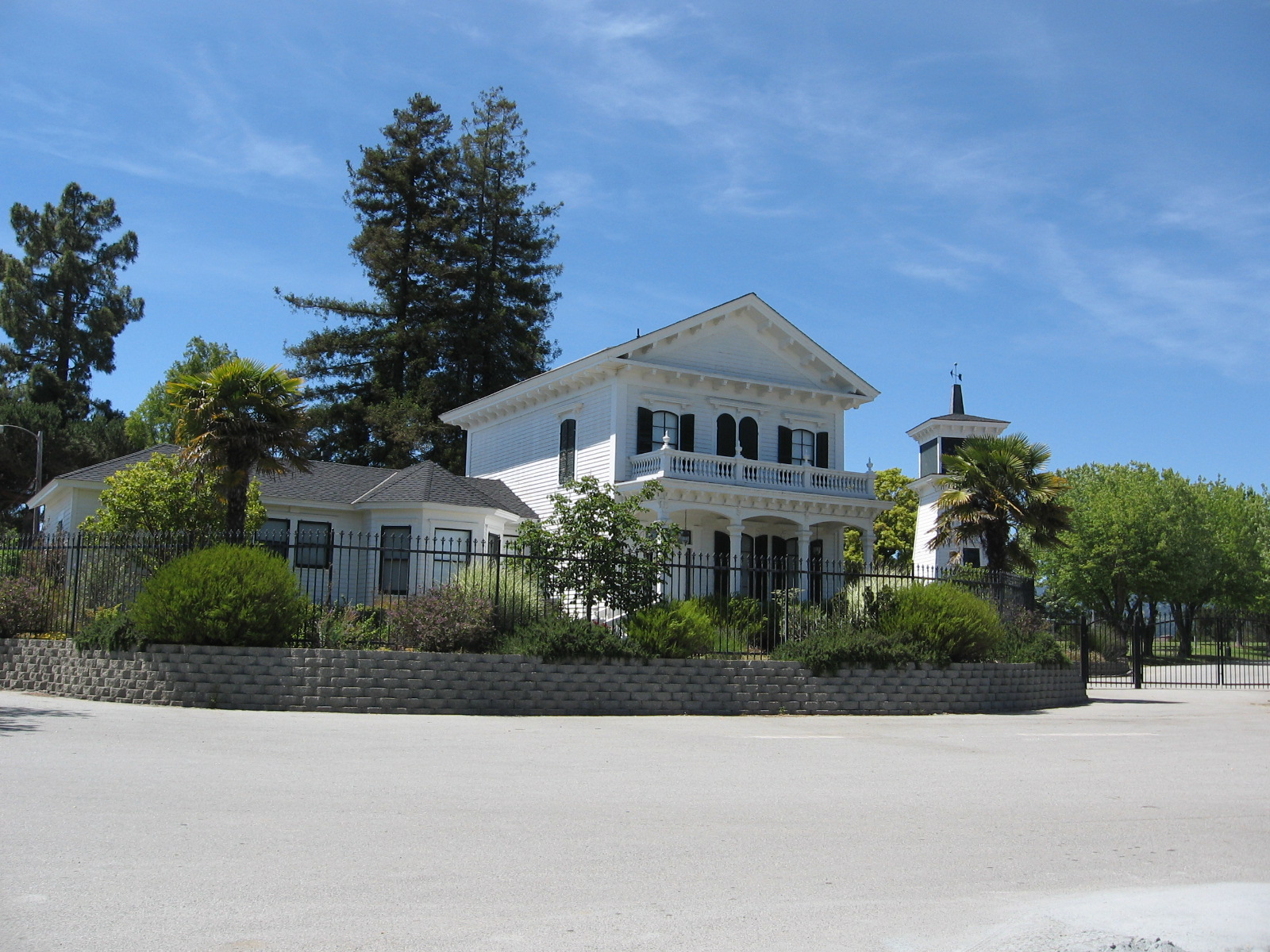
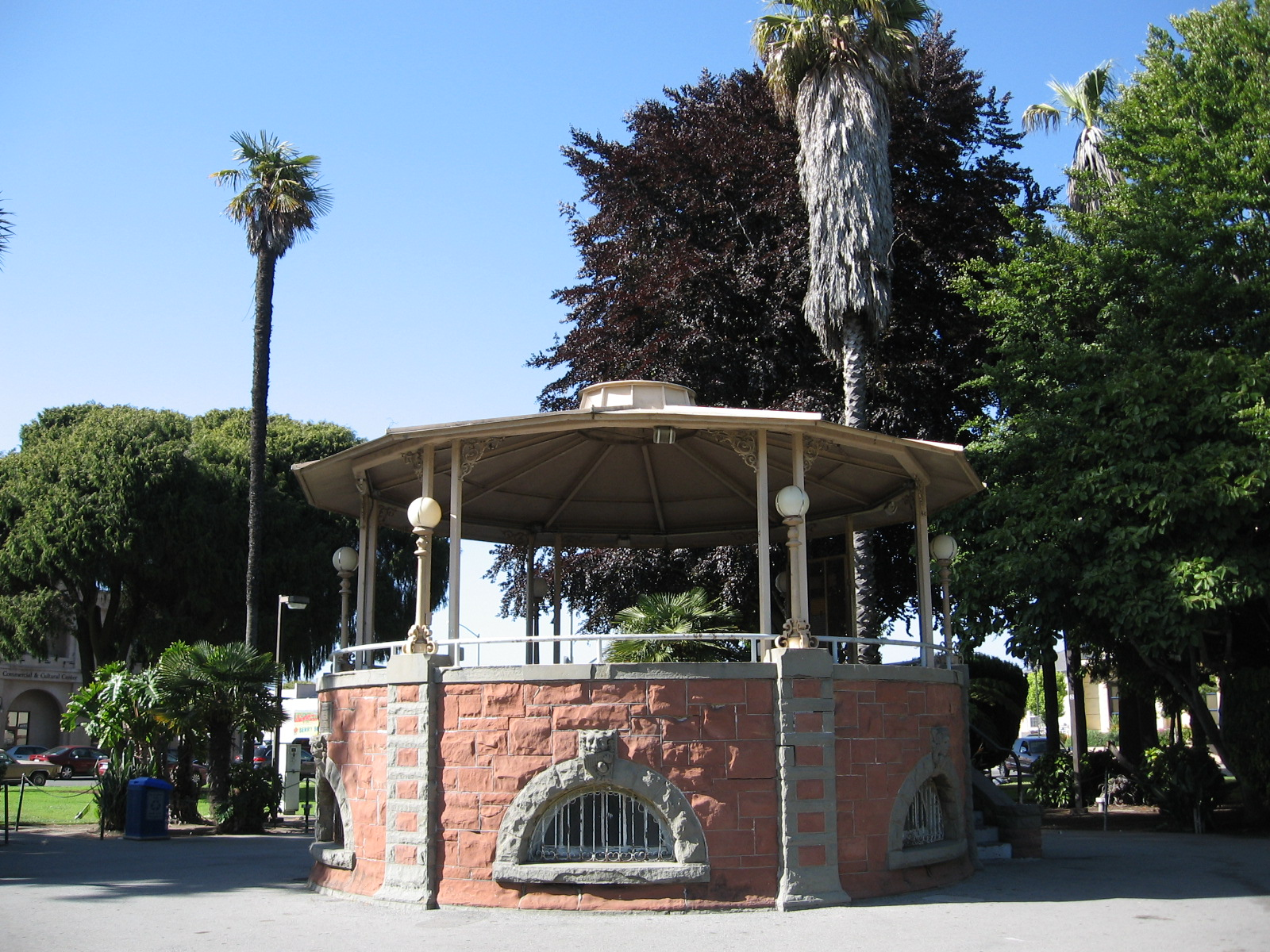
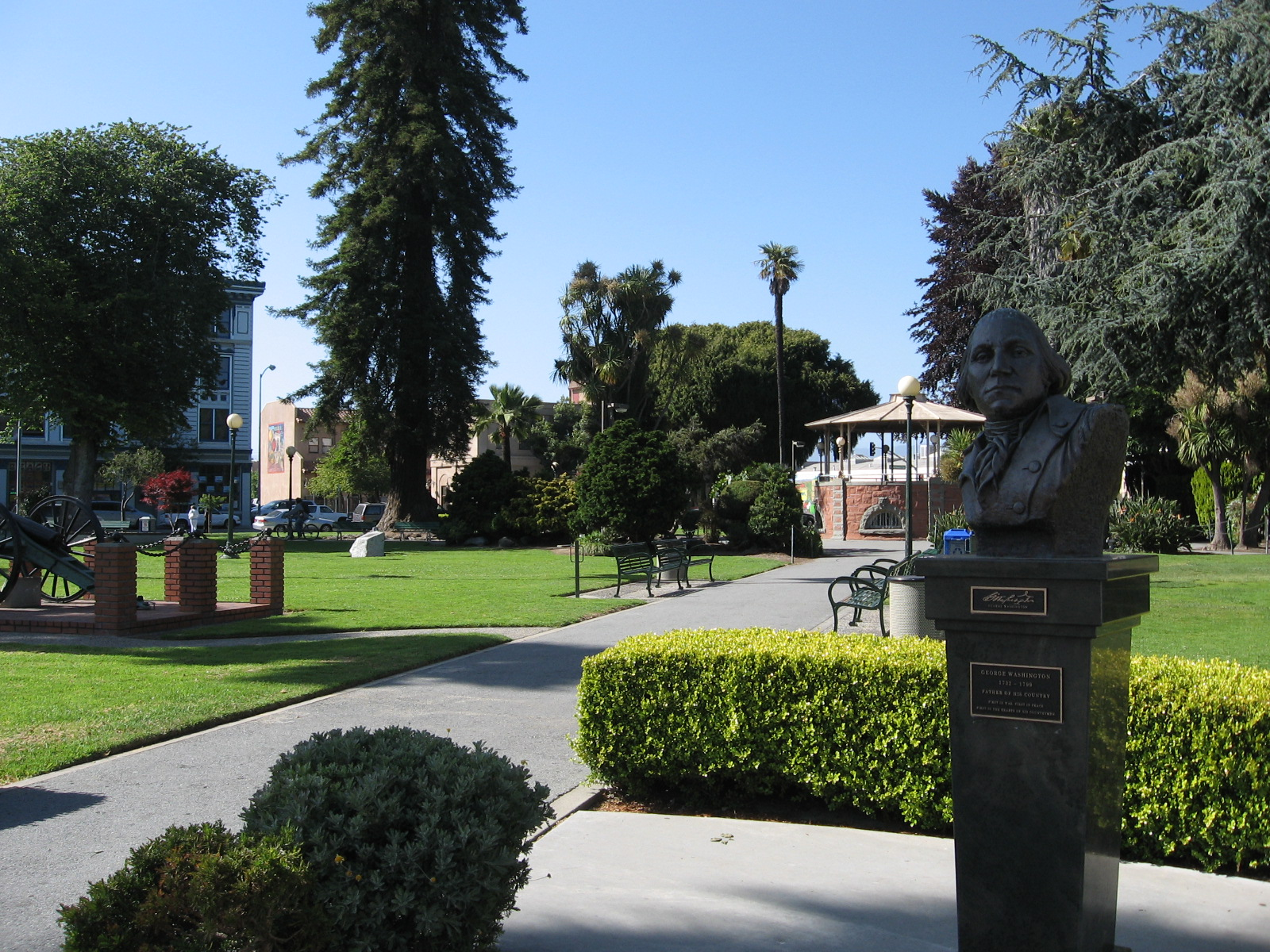
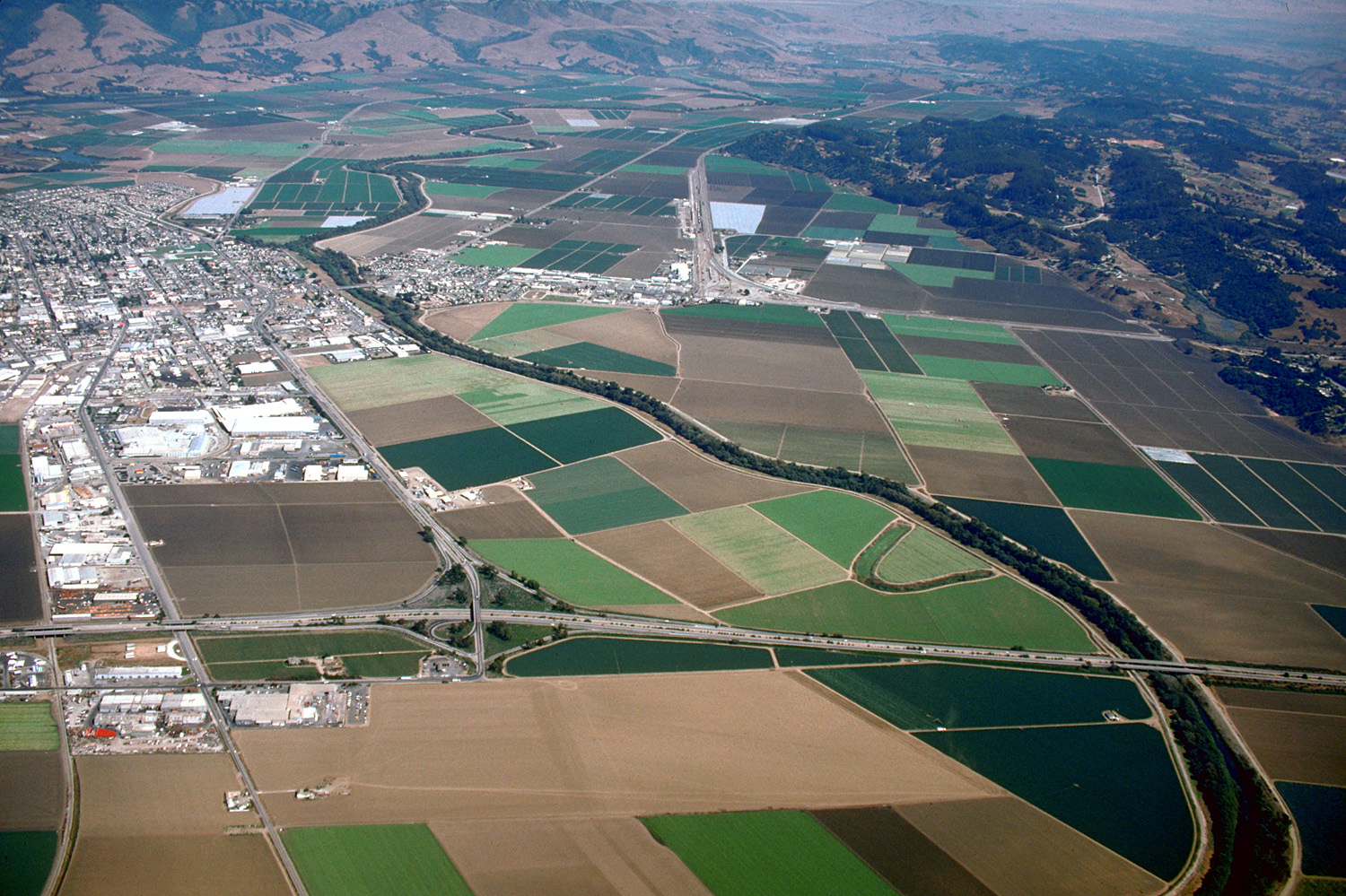